# Kurixalus absconditus
Kurixalus absconditus es una especie de anfibio de la familia Rhacophoridae. Es endémica de Borneo Occidental —en la parte indonesia de Borneo— y sólo se la conoce por su localidad tipo, cerca del pueblo de Piasak, en donde es más probable que se pueda encontrar. El nombre de especie absconditus en latín significa 'disfrazado', 'escondido' u 'oculto', y se refiere a que esta especie permanece «sin ser detectada» dentro del grupo Kurixalus appendiculatus. Como nombre común de la especie varios autores sugirieron a «Rana de árbol de pantano con volantes de Pisak».

## Descripción
El ejemplar tipo se trata de un macho adulto que mide 27 milímetros y dos jóvenes de 17 a 20 milímetros de longitud hocico-cloacal. La cabeza es más larga que ancha. El hocico tiene una punta puntiaguda. El tímpano es visible pero pequeño. El pliegue supratimpánico está presente. Las extremidades son delgadas. Las puntas de los dedos de las patas posteriores y anteriores se expanden en discos redondos; los de los dedos de las posteriores son más grandes que los de los dedos de las anteriores. Las membranas interdigitales de las patas posteriores están poco desarrolladas, mientras que las de los dedos de las anteriores están moderadamente desarrolladas. Los párpados superiores tienen una serie de pequeños tubérculos redondeados. El dorso es marrón con manchas verdes y una marca dispersa y desunida de color marrón oscuro en forma de silla de montar. Los flancos son marrones con pocas manchas verdes. La ingle es blanquecina. El iris es dorado brillante y tiene una reticulación negra distintiva y un anillo escleral negro.
Se desconoce la llamada de reproducción de los machos, las hembras y los renacuajos de esta especie.

## Hábitat y conservación
Los ejemplares tipo se obtuvieron de un hábitat de pantanos con arbustos cerca de un bosque pantanoso secundario a una altitud de 50 metros sobre el nivel del mar. Compartie este hábitat con las ranas Amnirana nicobariensis, Chalcorana raniceps, Hylarana erythraea, Polypedates colletti, Pulchrana baramica y Limnonectes paramacrodon. Se encontraron ejemplares de Kurixalus absconditus aferrados al tronco de un árbol y posados en hojas a una altitud de 0,70 a 1,9 metros sobre el suelo.
Esta especie se conoce a partir de un pequeño número de especímenes de una sola localidad. Hasta fines de 2020, aún no ha sido sometida a evaluación para la Lista Roja de Especies Amenazadas de la UICN.